# Mike Gartner
Pour les articles homonymes, voir Gartner (homonymie).
Michael Alfred Gartner (né le 29 octobre 1959 à Ottawa, dans la province de l'Ontario au Canada) est un joueur de hockey sur glace professionnel, jouant au poste d'ailier droit dans la Ligue nationale de hockey ainsi que dans l'Association mondiale de hockey.

## Carrière
Gartner fut choisi en première ronde, 4e au total par les Capitals au repêchage d'entrée dans la LNH 1979. Il débuta cependant sa carrière professionnelle chez les Stingers de Cincinnati de l'AMH en 1978-1979 sur un trio avec Mark Messier et connut une bonne saison, terminant 2e (après Wayne Gretzky) pour les honneurs de la Recrue de l'année. L'AMH cessant ses activités au terme de cette saison, Gartner se joint aux Capitals, avec lesquels il passe la majeure partie des 10 campagnes suivantes.
Il connut une solide saison 1979-1980, remportant les honneurs de Recrue de l'année et de Meilleur joueur de l'année (MVP) des Caps, en plus d'être élu joueur le plus prometteur par les supporteurs du club, menant entre autres l'équipe avec 36 buts. Il passa aux North Stars le 7 mars 1989 avec Larry Murphy en retour de Dino Ciccarelli et de Bob Rouse. Il quitta Washington comme meilleur buteur, passeur et pointeur de l'histoire de l'équipe, et il se classe aujourd'hui 2e dans ces trois catégories chez les Caps.
Son séjour au Minnesota ne dura qu'une saison; il fut cédé aux Rangers le 6 mars 1990 pour Ulf Dahlén, un choix de repêchage et des considérations futures. Il connut un fort début à New York, amassant 11 buts et 16 points au cours des 12 matches qui restaient à jouer au calendrier régulier. En 1991-1992, il devint le tout premier joueur de l'histoire de la LNH à obtenir son 500e but, sa 500e passe et son 1000e point au cours de la même saison. La saison suivante, il devint le premier Ranger à marquer 40 buts ou plus pendant 3 saisons consécutives. Il marqua même 4 fois au cours du Match des étoiles de la LNH, se méritant le titre de MVP.
En 1993-1994, il fut échangé aux Maple Leafs contre Glenn Anderson, un joueur des ligues mineures et un choix au repêchage. Il resta à Toronto jusqu'en 1996, quand il fut échangé aux Coyotes de Phoenix, qui venaient tout juste d'être relocalisés de Winnipeg. Gartner compta le tout premier but et le tout premier tour du chapeau de l'histoire des Coyotes le 7 octobre face aux Bruins de Boston, au 2e match de l'équipe. Il passa deux saisons avec les Coyotes avant de tirer sa révérence en août 1998.
Malgré une carrière impressionnante, Gartner n'eut jamais la chance de soulever la Coupe Stanley ni même de jouer en Finale. Seul Phil Housley a disputé plus de matches que lui (avec 1432) sans jamais gagner la coupe. Il était certes membre des Rangers qui allèrent gagner la Coupe en 1994, mais il fut envoyé à Toronto avant la date limite des transactions. En fait, il fut trois fois échangé aux alentours de la fatidique date limite, et chaque fois, il fit un impact immédiat, car en 35 matches disputés avec une nouvelle équipe à la suite d'un échange en mi-saison, il a obtenu 24 buts, 18 passes, 42 points et un différentiel de +16.
Gartner fut reconnu tout au long de sa carrière pour sa consistance, détenant le record de la ligue avec 15 saisons consécutives de 30 buts ou plus; la saison écourtée de 1994-1995 fut la seule à pouvoir terminer cette séquence, qui aurait pu être encore plus longue, puisqu'au cours des deux saisons suivantes, il atteint encore le plateau des 30 buts. Il fut seulement le 5e joueur à atteindre le cap des 700 buts, malgré le fait qu'il n'en marqua jamais plus de 50 au cours d'une saison. Puisque ses totaux étaient toujours bons mais jamais assez pour dépasser les meilleurs, il ne fut jamais nommé au sein de la Première ou Seconde Équipe d'Étoiles de la ligue, ni ne remporta de trophée majeur dans la LNH.
Il fut intronisé au Temple de la renommée du hockey en 2001, devenant le premier intronisé à n'avoir jamais remporté la Coupe Stanley, joué en finale, gagné un trophée ou été nommé dans une équipe d'étoiles de fin de saison, une douce revanche pour un joueur qui aura néanmoins connu une brillante carrière. En 2017, il a été nommé sur la liste des 100 plus grands joueurs de la LNH du centenaire de cette ligue.

## Vie personnelle
Mike Gartner et son épouse Colleen ont deux garçons, Joshua et Dylan ainsi qu'une fille, Natalie. Ils résident à Shanty Ba, en Ontario.
Il est un chrétien Born again . Il a été introduit à la foi par son ex-coéquipier avec les Capitals, Jean Pronovost.
Il est en affaire avec son ex-coéquipier, Wes Jarvis comme partenaires et propriétaires de patinoires dans la grande région de Toronto situé à Newmarket , Richmond Hill ainsi que Barrie .

## Statistiques
Pour les significations des abréviations, voir Statistiques du hockey sur glace.
| Saison     | Équipe                          | Ligue      |       | Saison régulière | Saison régulière | Saison régulière | Saison régulière | Saison régulière |    | Séries éliminatoires | Séries éliminatoires | Séries éliminatoires | Séries éliminatoires | Séries éliminatoires |
| Saison     | Équipe                          | Ligue      | PJ    | B                | A                | Pts              | Pun              | PJ               | B  | A                    | Pts                  | Pun                  |                      |                      |
| 1975-1976  | Black Hawks de Saint Catharines | AHO        | 3     | 1                | 3                | 4                | 0                |                  |    |                      |                      |                      |                      |                      |
| 1976-1977  | Flyers de Niagara Falls         | AHO        | 62    | 33               | 42               | 75               | 125              |                  |    |                      |                      |                      |                      |                      |
| 1977-1978  | Flyers de Niagara Falls         | AHO        | 64    | 41               | 49               | 90               | 56               |                  |    |                      |                      |                      |                      |                      |
| 1978-1979  | Stingers de Cincinnati          | AMH        | 78    | 27               | 25               | 52               | 123              | 3                | 0  | 0                    | 0                    | 2                    |                      |                      |
| 1979-1980  | Capitals de Washington          | LNH        | 77    | 36               | 32               | 68               | 66               | --               | -- | --                   | --                   | --                   |                      |                      |
| 1980-1981  | Capitals de Washington          | LNH        | 80    | 48               | 46               | 94               | 100              | --               | -- | --                   | --                   | --                   |                      |                      |
| 1981-1982  | Capitals de Washington          | LNH        | 80    | 35               | 45               | 80               | 121              | --               | -- | --                   | --                   | --                   |                      |                      |
| 1982-1983  | Capitals de Washington          | LNH        | 73    | 38               | 38               | 76               | 54               | 4                | 0  | 0                    | 0                    | 4                    |                      |                      |
| 1983-1984  | Capitals de Washington          | LNH        | 80    | 40               | 45               | 85               | 90               | 8                | 3  | 7                    | 10                   | 16                   |                      |                      |
| 1984-1985  | Capitals de Washington          | LNH        | 80    | 50               | 52               | 102              | 71               | 5                | 4  | 3                    | 7                    | 9                    |                      |                      |
| 1985-1986  | Capitals de Washington          | LNH        | 74    | 35               | 40               | 75               | 63               | 9                | 2  | 10                   | 12                   | 4                    |                      |                      |
| 1986-1987  | Capitals de Washington          | LNH        | 78    | 41               | 32               | 73               | 61               | 7                | 4  | 3                    | 7                    | 14                   |                      |                      |
| 1987-1988  | Capitals de Washington          | LNH        | 80    | 48               | 33               | 81               | 73               | 14               | 3  | 4                    | 7                    | 14                   |                      |                      |
| 1988-1989  | Capitals de Washington          | LNH        | 56    | 26               | 29               | 55               | 71               | --               | -- | --                   | --                   | --                   |                      |                      |
| 1988-1989  | North Stars du Minnesota        | LNH        | 13    | 7                | 7                | 14               | 2                | 5                | 0  | 0                    | 0                    | 6                    |                      |                      |
| 1989-1990  | North Stars du Minnesota        | LNH        | 67    | 34               | 36               | 70               | 32               | --               | -- | --                   | --                   | --                   |                      |                      |
| 1989-1990  | Rangers de New York             | LNH        | 12    | 11               | 5                | 16               | 6                | 10               | 5  | 3                    | 8                    | 12                   |                      |                      |
| 1990-1991  | Rangers de New York             | LNH        | 79    | 49               | 20               | 69               | 53               | 6                | 1  | 1                    | 2                    | 0                    |                      |                      |
| 1991-1992  | Rangers de New York             | LNH        | 76    | 40               | 41               | 81               | 55               | 13               | 8  | 8                    | 16                   | 4                    |                      |                      |
| 1992-1993  | Rangers de New York             | LNH        | 84    | 45               | 23               | 68               | 59               | --               | -- | --                   | --                   | --                   |                      |                      |
| 1993-1994  | Rangers de New York             | LNH        | 71    | 28               | 24               | 52               | 58               | --               | -- | --                   | --                   | --                   |                      |                      |
| 1993-1994  | Maple Leafs de Toronto          | LNH        | 10    | 6                | 6                | 12               | 4                | 18               | 5  | 6                    | 11                   | 14                   |                      |                      |
| 1994-1995  | Maple Leafs de Toronto          | LNH        | 38    | 12               | 8                | 20               | 6                | 5                | 2  | 2                    | 4                    | 2                    |                      |                      |
| 1995-1996  | Maple Leafs de Toronto          | LNH        | 82    | 35               | 19               | 54               | 52               | 6                | 4  | 1                    | 5                    | 4                    |                      |                      |
| 1996-1997  | Coyotes de Phoenix              | LNH        | 82    | 32               | 31               | 63               | 38               | 7                | 1  | 2                    | 3                    | 4                    |                      |                      |
| 1997-1998  | Coyotes de Phoenix              | LNH        | 60    | 12               | 15               | 27               | 24               | 5                | 1  | 0                    | 1                    | 18                   |                      |                      |
| Totaux LNH | Totaux LNH                      | Totaux LNH | 1 432 | 708              | 627              | 1 335            | 1 159            | 122              | 43 | 50                   | 93                   | 125                  |                      |                      |